# Sakaian
Sakaian is een bestuurslaag in het regentschap Seluma van de provincie Bengkulu, Indonesië. Sakaian telt 347 inwoners (volkstelling 2010).